# Lamborghini Lanzador
La Lamborghini Lanzador è una concept car realizzata dalla casa automobilistica italiana Lamborghini nel 2023.
Si tratta di un Crossover SUV a due porte, nonché della prima autovettura completamente elettrica realizzata in assoluto dal costruttore italiano.

## Descrizione
La concept Lanzador è stata presentata ufficialmente in pubblico per la prima volta il 18 agosto 2023 alla Monterey Car Week durante il Concorso d'Eleganza di Pebble Beach.
La Lanzador si presenta come una coupé con configurazione dell'abitacolo 2+2 simile a un SUV con una notevole altezza da terra, avente ruote da 23 pollici. Esteticamente combina elementi stilistici dell'Urus e della Sián. La concept è dotata di due motori elettrici posizionati su entrambi gli assi, costituendo così un sistema a trazione integrale, che insieme producono una potenza di picco di circa un megawatt.